# کامله شمسی
کامله شمسی (انگلیسی: Kamila Shamsie؛ زادهٔ ۱۳ اوت ۱۹۷۳) یک نویسنده اهل پاکستان - بریتانیا است.